# Junkers Ju 86
Lo Junkers Ju 86 era un aereo multiruolo, bimotore ad ala bassa e piano di coda ad impennaggio bideriva, sviluppato dall'azienda aeronautica tedesca Junkers Flugzeugwerk AG nei primi anni trenta e prodotto negli anni successivi sia dalla stessa che su licenza da alcune aziende aeronautiche nazionali e dalla svedese Saab.
Ufficialmente destinato al mercato dell'aviazione commerciale, progettato come aereo civile da trasporto passeggeri ed aereo postale, fu concepito in funzione di una sua possibile successiva conversione militare come bombardiere a medio raggio e ricognitore come equipaggiamento nella ricostituzione dell'aeronautica militare nazionale avviata nel periodo hitleriano, la Luftwaffe.

## Storia del progetto

### Progettazione e sviluppo
Il progetto dello Junkers Ju 86, come quello dell'Heinkel He 111 e del Dornier Do 17, fu la conseguenza di una specifica richiesta da parte dell'esercito tedesco nel 1932, al fine di dotarsi di un velivolo bimotore che potesse espletare funzioni di bombardamento e ricognizione. Come per altri apparecchi che prevedevano la rimilitarizzazione non troppo palese della Germania hitleriana, vennero seguiti due progetti paralleli, il primo a fini civili ed il secondo, più discreto per evitare sospetti da parte straniera, con finalità militari. In entrambi i casi era essenziale trovare un giusto compromesso tra velocità e capacità di carico. La Junkers scelse di percorrere la strada del contenimento del peso prevedendo l'installazione dei motori Jumo 205 a ciclo diesel di propria progettazione, i quali vantando un consumo specifico inferiore permettevano di imbarcare una minore quantità di carburante. Nel gennaio 1933, il Commissariato del Reich per l'aeronautica prima ed il neofondato Reichsluftfahrtministerium poi, seguirono direttamente gli sviluppi dei tre veicoli nascondendone il loro uso futuro. In fase di valutazione la compagnia aerea nazionale DLH, che era il committente ufficiale dei tre prototipi civili, respinse solamente il Do 17 a causa delle esigue dimensioni della fusoliera di quest'ultimo.

### Prototipi
I primi prototipi civili volarono nel novembre del 1934 mentre le prime versioni militari furono pronte nel 1936. Le sigle dei prototipi dello Ju 86 hanno seguito un insolito schema dovuto alla realizzazione alternativa di un velivolo ad uso militare ed uno ad uso civile.
Il primo velivolo realizzato, al quale era stata assegnata la denominazione Ju 86 V1 (W.Nr. 4901), era il prototipo della versione bombardiere. Dotata di motori Siemens SAM 22B da 550 CV (404 kW) ciascuno, volò per la prima volta il 4 novembre 1934.
Il 22 marzo 1935 fu la volta del primo volo del prototipo della versione civile, al quale era stata assegnata la denominazione Ju 86 V2 (W.Nr. 4902). In fase di costruzione era stato dotato anch'esso di motorizzazione Siemens ma prima di compiere il volo inaugurale furono sostituiti con 2 motori Junkers Jumo 205 diesel da 600 PS (441 kW), diventando il prototipo della serie B civile.

## Impiego operativo

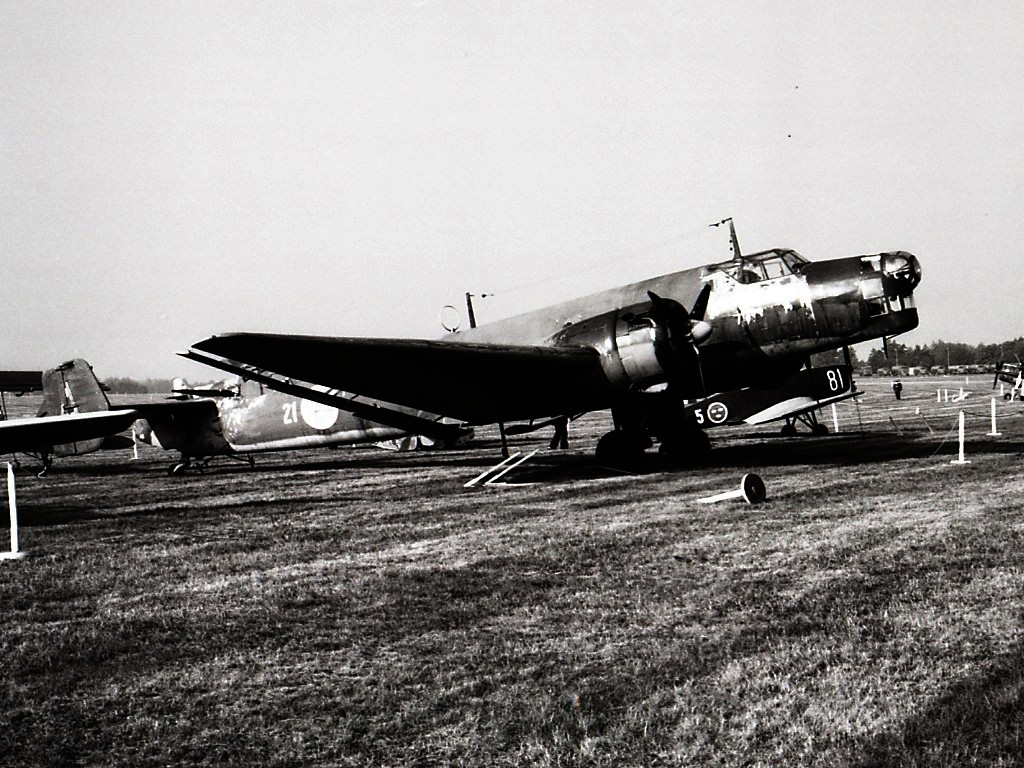
Il B 3C-2 (K-4), immatricolazione militare F21, della svedese Svenska Flygvapnet.

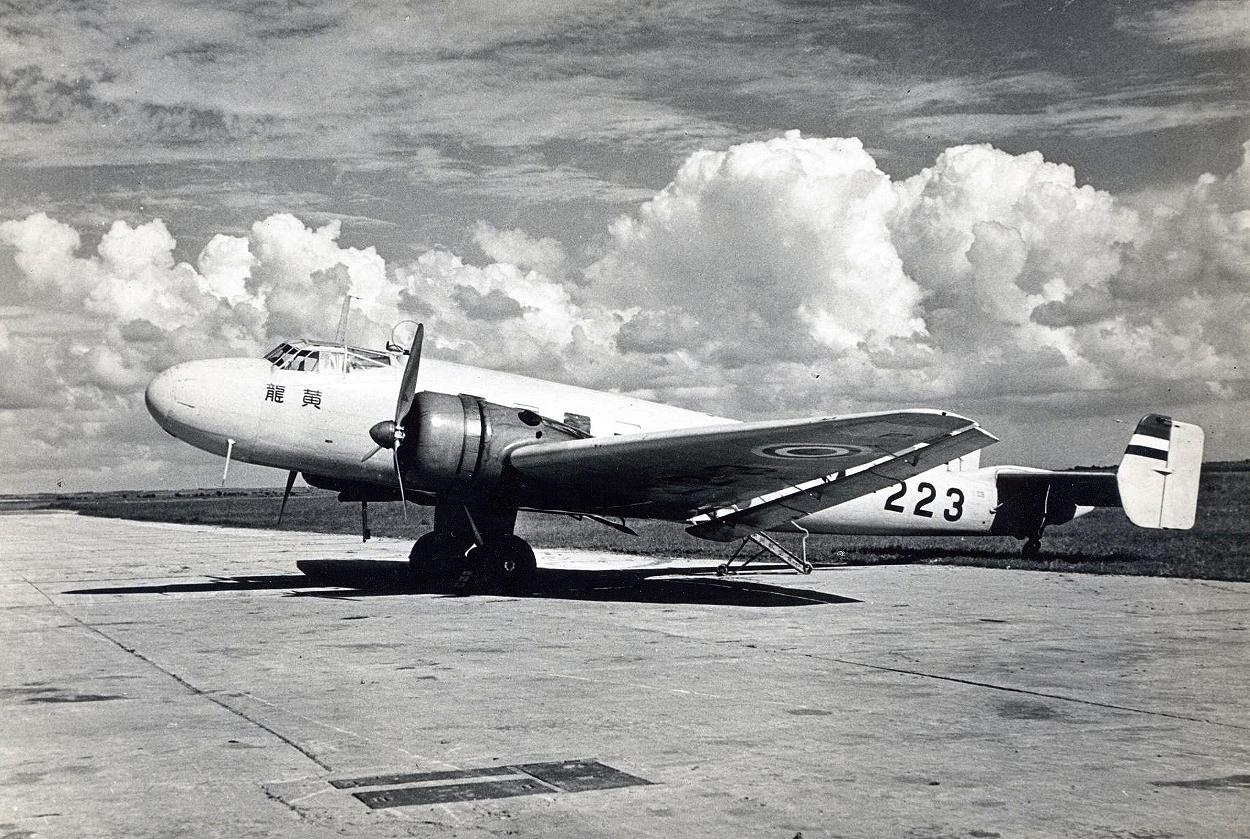
Lo Ju 86 Marche M-223 della compagnia aerea Manshū kōkū KK.

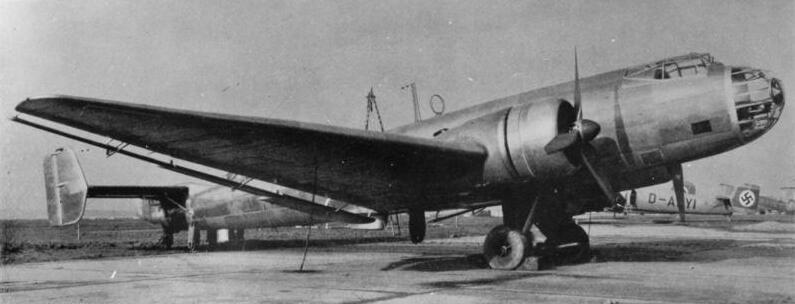
Ju 86 (foto: Bundesarchiv).

Come per altri velivoli della Luftwaffe, l'inizio della guerra civile spagnola fornì l'opportunità per saggiare in combattimento le potenzialità dello Ju 86 nel ruolo di bombardiere a medio raggio, rivelandosi però presto inferiore al coevo Heinkel He 111. All'inizio del febbraio 1937 furono inviati in Spagna, in forza alla Legione Condor (VB/88), quattro Ju 86 D-1, uno dei quali però ebbe una vita breve in quanto solamente dopo qualche incursione, il 26-1, il 23 febbraio venne abbattuto dalle forze aeree repubblicane causando la morte di tre componenti dell'equipaggio e della cattura del quarto. Dalla Germania ne arrivò subito uno per reintegrarne il numero ma nell'estate dello stesso anno un altro D-1 venne perso in un incidente. I restanti tre vennero venduti alle forze nazionaliste alla fine del conflitto.
Lo Ju 86 D-1 venne nuovamente impiegato in forza alla Luftwaffe durante la campagna di Polonia del 1939 ma definitivamente ritirato subito dopo.
Nel gennaio 1940 la Luftwaffe testò il prototipo di una versione d'alta quota, la Ju 86 P. Essa necessitava di un equipaggio di due soli uomini ed era caratterizzata da una nuova cabina pressurizzata, da una nuova ala di maggior lunghezza e motorizzata dagli Jumo 207 A1 a ciclo diesel dotati di turbocompressore. In questa configurazione poteva raggiungere la quota di 12 000 m, all'occorrenza anche superiore, tanto da poter ritenere lo Ju 86 P inattaccabile dai caccia alleati. Per contrastarne la minaccia furono specificatamente progettati il britannico Westland Welkin ed il sovietico Yakovlev Yak-9 PD. A seguito delle soddisfacenti prove di volo la Luftwaffe ordinò di riconvertire 40 vecchi modelli sia in velivoli da bombardamento denominati Ju 86 P-1 sia in ricognitori fotografici d'alta quota denominati Ju 86 P-2, impiegandoli con successo nei cieli sopra la Gran Bretagna, l'Unione Sovietica e il Nord Africa.
Nell'agosto del 1942, nei cieli egiziani, uno Supermarine Spitfire Mk.V modificato riuscì ad abbattere il primo Ju 86 P a circa 14 500 m (circa 49 000 ft) di altezza. Quando successivamente vennero persi altri due P, la Luftwaffe decise nel 1943 di ritirarli definitivamente dal servizio.
La Junkers allora pensò di sviluppare ulteriormente il progetto con lo Ju 86 R per raggiungere, grazie una nuova ala di 32 m e a nuovi motori dotati di eliche a quattro pale, la tangenza massima di 16 000 m e compensare i progressi fatti dai caccia alleati, ma la produzione si limitò ad alcuni prototipi.

### Svezia
Operò con gli Ju 86 K, versione da esportazione dell'azienda tedesca, ai quali si affiancarono quelli prodotti in Svezia su licenza dalla Saab.
La prima fornitura riguardò 3 esemplari di Ju 86 K-1 che si differenziavano dal modello tedesco per alcuni particolari tra cui l'adozione di 2 radiali Pratt & Whitney R-1690 Hornet. La successiva fornitura riguardò la versione Ju 86 K-4, del tutto simile alla K-1 ma motorizzata questa volta con i radiali di produzione britannica Bristol Pegasus III.
Una volta ottenuta la licenza di produzione, la Saab iniziò la realizzazione dello Ju 86 K-2, una versione da esportazione prodotta in 66 esemplari e destinata al Regno di Ungheria, dello Ju 86 K-5, un K-4 motorizzato con i radiali Pegasus XII prodotti anch'essi su licenza in Svezia dalla NOHAB (Nydqvist & Holm AB), e dello Ju 86 K-13, versione bombardiere dotata di radiali Bristol Mercury XIX di produzione polacca e svedese, ribattezzata in Svezia come B 3.
Tutti i velivoli furono utilizzati dai reparti svedesi ma non vennero mai impiegati operativamente in eventi bellici rimanendo in servizio fino al 1958 alcuni finendo la propria carriera convertiti nel ruolo di piattaforme volanti SIGINT.

## Versioni e varianti
| Tabella riassuntiva di tutti gli Ju 86 prodotti |       |          |              |       |           |
| Versione                                        | JFM   | Henschel | Blohm & Voss | ATG   | TOTALE    |
| Prototipi                                       | 4     |          |              |       | 4         |
| A-0                                             | 7     |          |              |       | 7         |
| B                                               | 10    |          |              |       | 10        |
| C                                               | 6     |          |              |       | 6         |
| A/D                                             | 215   | 94       | 75           | 92    | 476       |
| E-1                                             | (200) |          |              | (100) | 230 (300) |
| E-2                                             |       |          |              |       | (170)     |
| E-5/E-8                                         |       |          |              |       | (57)      |
| G                                               | 72    |          |              | 70    | 142       |
| K                                               | 134   |          |              |       | 134       |
| M                                               |       |          |              |       | (14)      |
| N                                               |       |          |              |       | (23 ?)    |
| O                                               | 3     |          |              |       | 3         |
| P-1                                             | (9)   |          |              |       | (9)       |
| P-2                                             |       |          |              |       | (>9)      |
| P-3                                             |       |          |              |       | (>11)     |
| R-1                                             |       |          |              |       | (16)      |
| R-2                                             |       |          |              |       | (3)       |
| Z                                               | 39    |          |              |       | 39        |
| TOTALE                                          | 491   | 94       | 75           | 162   | 822       |

Ju 86abl
primo prototipo, versione bombardiere.
Ju 86bal
secondo prototipo, versione da trasporto tattico.
Ju 86cb
terzo prototipo, versione bombardiere.
Ju 86 V4
quarto prototipo, versione da trasporto commerciale, prefigurazione della versione Ju 86 B.
Ju 86 V5
quinto ed ultimo prototipo, versione bombardiere, prefigurazione della versione Ju 86 A.
Ju 86 A-0
versione bombardiere, 13 esemplari di preproduzione.
Ju 86 A-1
versione bombardiere di produzione in serie.
Ju 86 B-0
versione da trasporto civile, 7 esemplari di preserie.
Ju 86 C-1
versione da trasporto destinata alla Deutsche LuftHansa (DLH), motorizzata con 2 Junkers Jumo 205C, prodotta in 6 esemplari.
Ju 86 D-1
versione bombardiere.
Ju 86 E-1
versione bombardiere per la Luftwaffe, motorizzata con 2 radiali BMW 132F.
Ju 86 E-2
versione equipaggiata con i radiali BMW 132N.
Ju 86 G-1
versione modificata con un muso completamente vetrato.
Ju 86 E-2
ulteriore sviluppo della versione Ju 86 E-1.
Ju 86 K-1
versione militare da esportazione destinata al Sudafrica ed alla Svezia.
Ju 86 K-2
versione militare da esportazione destinata al Regno di Ungheria.
Ju 86 K-4
versione militare da esportazione destinata alla Svezia, simile alla Ju 86 K-1, ma equipaggiata con 2 radiali Bristol Pegasus III.
Ju 86 K-5
versione bombardiere prodotta su licenza dalla Saab e destinata alla Svezia, dotata di 2 radiali Bristol Pegasus XII di produzione svedese.
Ju 86 K-6
versione militare da esportazione destinata al Cile e Portogallo.
Ju 86 K-7
versione militare da esportazione destinata all'Austria equipaggiata con 2 radiali BMW 132.
Ju 86 K-13
versione bombardiere di produzione svedese, equipaggiata con 2 radiali Pegasus di produzione svedese o polacca.
Ju 86 P-1
versione bombardiere d'alta quota, equipaggiato con 2 Junkers Jumo 207 a ciclo diesel caratterizzati dall'adozione di 2 turbocompressori.
Ju 86 P-2
versione da fotoricognizione ma ancora equipaggiata per il bombardamento.
Ju 86 R-1
versione da ricognizione.
Ju 86 R-2
versione bombardiere.
Ju 86 R-3
versione equipaggiata con 2 Junkers Jumo 208.
Ju 86 Z
versione civile da esportazione.
Ju 186
sviluppo quadrimotore della versione bombardiere d'alta quota equipaggiata con motori Junkers Jumo 207 ma rimasta allo stadio progettuale.
Ju 286
sviluppo esamotore della versione bombardiere d'alta quota equipaggiata con motori Junkers Jumo 207 ma rimasta allo stadio progettuale.

## Utilizzatori

### Militari
Austria
- Österreichische Luftstreitkräfte

 Bolivia
- Fuerza Aérea de Bolivia

 Cile
- Fuerza Aérea de Chile

 Bulgaria
- Vazhdushnite na Negovo Velichestvo Voiski

 Germania
- Luftwaffe
  - Legione Condor

 Portogallo
- Arma da Aeronáutica Militar

 Spagna
- Ejército del Aire

 Sudafrica
- South African Air Force

 Svezia
- Svenska Flygvapnet[3][7]

 Ungheria
- Magyar Királyi Honvéd Légierő

### Civili
Australia
- Southern Airlines and Freighters of Australia

 Bolivia
- Lloyd Aero Boliviano

 Cile
- LAN Chile

 Germania
- Lufthansa

 Manciukuò
- Manshū kōkū KK (Manchukuo National Airways)

 Sudafrica
- South African Airways

 Spagna
 Svezia
- AB Aerotransport

 Svizzera
- Swissair

## Esemplari attualmente esistenti

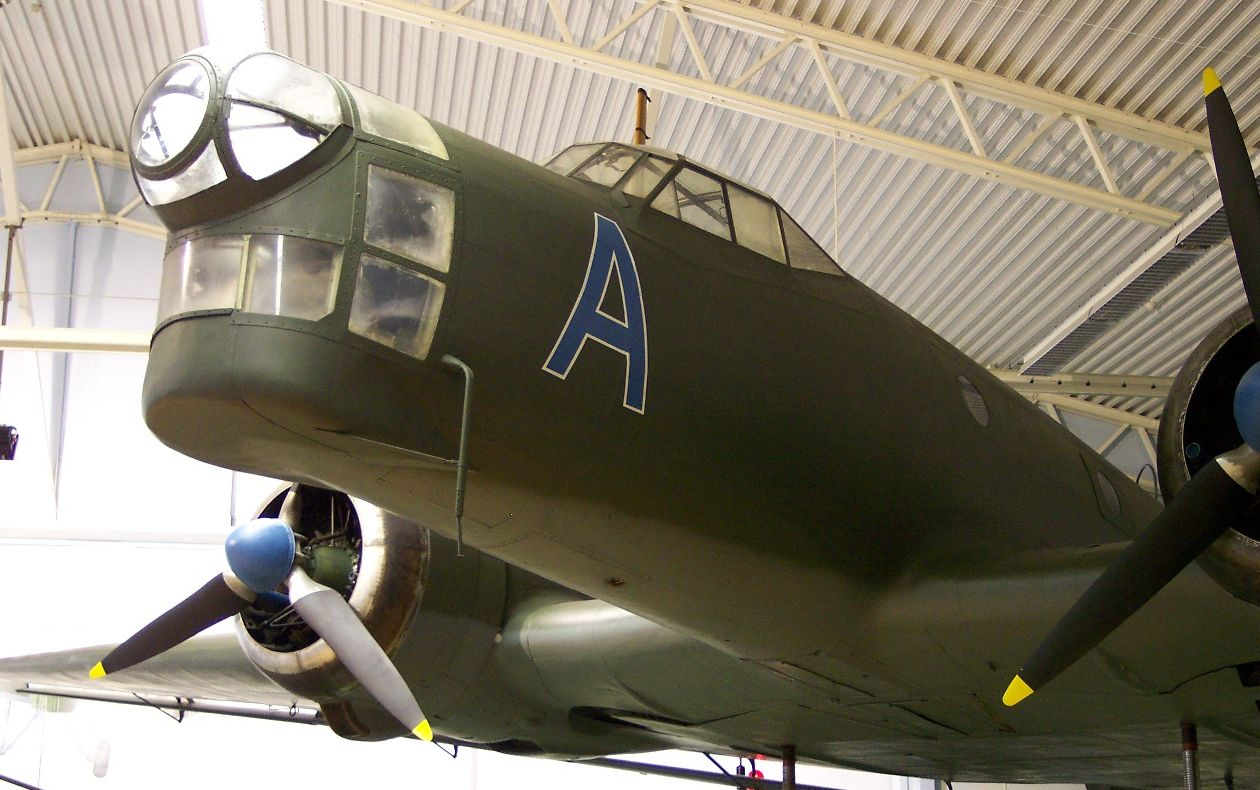
L'unico esemplare di Junkers Ju 86 esistente al mondo, un B 3C-2 (K-4) prodotto sul licenza dalla Saab.

Attualmente esiste un solo esemplare completo giunto sino ad oggi. Si tratta di uno dei 16 esemplari di B 3C-2, ovvero Ju 86 K-4 con designazione svedese, di costruzione su licenza Saab, il 0155/A con immatricolazione militare F21 esposto in mostra statica permanente al Flygvapenmuseum, il museo aeronautico della forza aerea svedese, situato presso la base aerea F 3 Malmslätt, Kungliga Östgöta Flygflottilj (o semplicemente F 3) nella municipalità di Linköping, in Svezia, a circa 8 km ad ovest del capoluogo.